# Deny
Deny (ofta skrivet DENY) är ett argentinsk post-hardcore/screamo-band som bildades år 2007 i Buenos Aires. Under år 2011 släppte bandet sin debutskiva Reino de Tormentas på det argentinska skivbolaget Pinhead Records.
Deny har spelat med Silverstein, A Day To Remember, Blessthefall samt August Burns Red. Tillsammans med Admira Mi Disastre spelade DENY två shower i Chile. Under slutet av 2012 turnerade DENY med Attaque 77 som en del av Restance Tour i Argentina.

## Medlemmar
Senaste medlemmar
- Nazareno Gómez Antolini – sång (2007–2019)
- Joaquín Ortega – rytmgitarr, sång, bakgrundssång (2007–2019)
- Agustín Dupuis – trummor, slagverk (2007–2019)
- Pipi Astete Navarro — sologitarr (2015–2019)

Tidigare medlemmar
- Nicolás García Guerrero – skrik
- Nicolás Teubal – gitarr
- Sebastián Ruiz – gitarr
- Jonathan Pérez – keyboard, synthesizer
- Agustín Abelenda – keyboard, synthesizer
- Miguel Mateo Sevillano – sologitarr
- Juan Pablo Uberti – basgitarr, bakgrundssång

## Diskografi

### EP
- 2009: La Distancia (Inmune Records[9][10], 2012 Pinhead Records)

### Studioalbum
- 2011: Reino de Tormentas (Pinhead Records)
- 2014: Invencible (Pinhead Records)

### DVD
- 2013: Por Siempre (Pinhead Records)